# Gálffi László
Gálffi László (Budapest, 1952. november 16. –) Kossuth- és Jászai Mari-díjas magyar színész, érdemes művész, a Halhatatlanok Társulatának örökös tagja.

## Életpályája
1975-ben végzett a Színház- és Filmművészeti Főiskolán. Abban az évben a Vígszínházhoz szerződött, ahol 1999-ig játszott, majd szabadfoglalkozású színész lett, 2004-től az Örkény István Színház tagja. A 2023/2024-es évadra alkotói szabadságra ment.
1994-től 2010-ig tanított a Színház- és Filmművészeti Egyetemen művészi beszédet. 2003-ban DLA fokozatot szerzett, 2008-tól az egyetem docense. 2008-as szívrohama után felhagyott a tanítással.
Olyan alakítások fűződnek nevéhez, mint Shakespeare: Othello című darabjában Jago szerepe, valamint Katona József: Bánk bán című művének címszerepe.

## Színházi rendezései
- Dosztojevszkij: Fehér éjszakák (2003)
- Szilágyi Gyula: Tiszántúli Emanuelle (2010)
- Harwood: A nagy négyes (2011)

## Színházi szerepei
- Plautus: A hetvenkedő katona... elárulkodó
- William Shakespeare: Antonius és Cleopatra...
- Gyurkovics Tibor: Csóka-család... segéd
- Carlo Goldoni: Nyaralni mindenáron... Tognino
- Csurka István: Eredeti helyszín... asszisztens
- Csurka István: Versenynap... fiatalember
- Ken Kesey: Kakukkfészek... Martini
- Lope de Vega: Valencia bolondjai... Belardo
- Dosztojevszkij: Bűn és bűnhődés... Zamjotov; Miskin
- Weingarten: A nyár... Simon
- Bereményi Géza: Légköbméter... Péter
- Shakespeare: Minden jó, ha vége jó... második nemesúr
- Joseph Heller: A 22-es csapdája... Clevinger
- Schaffer: Equus... Alan Strang
- Székely János: Protestánsok... János
- Arthur Rimbaud: Szív dobog a reverenda alatt...
- Rimbaud: Egy évad a pokolban...
- Ifj. Alexandre Dumas: A kaméliás hölgy... Duval Armand
- Schaffer: Amadeus... Mozart
- Csehov: Sirály... Medvegyenko Szemjon Szemjonovics; Dorn
- O’Neill: Amerikai Elektra... Orin
- Shakespeare: II. Richárd... II. Richárd
- Mrozek: Tangó... Artur
- Samuel Beckett: Az utolsó tekercs... Krapp
- Gotthold Ephraim Lessing: Bölcs Náthán... egy ifjú templomos lovag
- Móricz Zsigmond: Fortunátus... Fortunátus
- Sütő András: Álomkommandó... Dr. Adler
- Whiting: Angyali Johanna... Urbain Grandier
- Dunai Ferenc: A nadrág... Seres Laci
- Dosztojevszkij: Fehér éjszakák... álmodozó
- Gorkij: Éjjeli menedékhely... báró
- Gyurkovics Tibor: Boldogháza... Herczeg Károly
- Enquist: A földigiliszták életéből... H. C. Andersen
- Hill: Asszony feketében... színész
- Zsolt Béla: Erzsébetváros... Torkos
- Shakespeare: Harmadik Richárd... IV. Edwárd
- Gore: Fame...
- Gurney: Love Letters... Legifjabb Andrew Makepeace Ladd
- Karel Čapek: A végzetes szerelem játéka... Gilles
- Marivaux: Véletlen szerelmek komédiája... Mario
- Arlen: Óz, a csodák csodája... Madárijesztő; Hunk
- Ionesco: Rinocéroszok... Bérenger
- Georges Feydeau: Bolha a fülbe... Camille Chandebise
- Shakespeare: Rómeó és Júlia... Escalus; Lőrinc barát
- Kapás Dezső: Jób könyve... Jób
- Marlowe: II. Edward angol király...
- Arthur Miller: Közjáték Vichyben... Von Berg herceg
- Durang: Bolond szél... Bruce
- Goldman: Az oroszlán télen... II. Henrik
- Calderón de la Barca: Az állhatatos herceg...
- Shakespeare: Othello...
- Szomory Dezső: Hermelin... Pálfi Tibor
- Katona József: Bánk bán '96... Bánk bán
- Goethe: Faust... Faust
- Shakespeare: Vízkereszt, vagy amit akartok... Nemes Keszeg András
- O'Neill: Boldogtalan hold... Ifj. James Tyrone
- Csehov: Lakodalom... Dimba
- Ilf–Petrov: Érzéki szenvedély... Sztaszik Marhockij
- Gray: Butley... Ben Butley
- Szophoklész: Philoktétész... Philoktétész
- Henrik Ibsen: Nóra... Krogstad
- Fitz Simons: Edmund Kean... Kean
- Mácsai–Guelmino: Mi újság, múlt század?...
- Szophoklész: Oidipusz király/Oidipusz Kolónoszban... Oidipusz
- Barker: Jelenetek egy kivégzésből... Urgentio
- Thomas: A mi erdőnk alján...
- Puskin: Borisz Godunov... Borisz Godunov
- Ionesco: Különóra... a tanár
- Ionesco: A kopasz énekesnő... tűzoltóparancsnok
- Shakespeare: A hárpia megzabolázása, avagy A makrancos hölgy... Petruchio; Ravasz
- Andrzejewski: Sötétség borítja a földet... Tomás de Torquemada atya; Kasztília és Aragónia főinkvizítora
- Örkény István: Pisti a vérzivatarban... Pisti
- Homérosz–Márai Sándor–Hamvas: Odüsszeusz Tours... Odüsszeusz
- Kálmán Imre: Csárdáskirálynő... Kerekes Ferkó
- Molnár Ferenc: Az üvegcipő... Sipos
- Shakespeare: Vízkereszt, vagy bánom is én... Malvolio
- Várady–Réz: Nyugat 2008–1908...
- Luis Buñuel: Az öldöklő angyal... Nobile
- Molière: A mizantróp... Alceste
- Heinrich Böll: Katharina Blum elvesztett tisztessége... Dr. Hubert Blorna
- Crouch–McDermott–Hoffmann: Jógyerekek képeskönyve... Dr. Roboz
- Máthé Zsolt: Virrasztó éji felleg...
- Menchell: Sírpiknik... Sam
- Shakespeare: Lear király... Gloucester
- Tasnádi–Várady–Dömötör: Kihagyhatatlan...
- Csehov: Ványa bácsi... Vojnyickij Ivan Petrovics
- Ingmar Bergman: Dúl-fúl, és elnémul... Carl Akerblom
- Dürrenmatt: János király...II. Fülöp
- Neil Simon: Ölelj át!... George Schneider

## Filmszerepei
| - A kenguru (1975) - Kísértés (1977) - Ki beszél itt szerelemről? (1979) - Áramütés (1979) - Két történet a félmúltból (1979) - A svéd, akinek nyoma veszett (1980) - A zsarnok szíve, avagy Boccaccio Magyarországon (1981) - Rekviem (1981) - Anna (1981) - Jób lázadása (1983) - Redl ezredes (1984) - Jézus Krisztus horoszkópja (1988) - Isten hátrafelé megy (1990) - Utolsó hajó (1990) - Kék Duna keringő (1991) - Anna filmje (1992) - Blue Box (1992) - Vigyázók (1993) - Függő (1995) - Csajok (1995) - Az első utazás (1995) - Szenvedély (1998) - 6:3 (1998) - A napfény íze (1999) - A csodálatos mandarin (2000) - Torzók (2001) - A láthatatlan ház (2001) - Jött egy busz... (2003) - Férfiakt (2006) - Nyugalom (2008) - Oda az igazság (2009) - Fehér isten (2014) - Utóélet (2014) - Semmelweis (2023) - Futni mentem (2024) | - Néhány első szerelem története (1974) - Fogságom naplója (1977) - Gabi (1977) - A Danton-ügy (1978) - Zokogó majom (1978) - Philemon és Baucis (1978) - Cseresznyéskert (1978) - IV. Henrik király (1979) - Liszt Ferenc (1982) - Wagner (1983) - Hamlet, dán királyfi (1984) - Caligula helytartója (1984) - Egy fiú bőrönddel (1984) - A tanítónő (1985) - Dráma a vadászaton (1986) - Nóra (1986) - Hajnali párbeszéd (1987) - Fehér éjszakák (1987) - Levelek a zárdából (1989) - István király (1992) - Csépel az idő (1992) - Orbán lelke (1994) - Így írtok ti (1994) - Feltámadás Makucskán (1995) - Pisztácia (1996) - Pótvizsga (1997) - A szivárvány harcosa (2001) - Párversek (2003) - Ebéd (2004) - Régimódi történet (2006) - Örkény lexikon (2006) - Társas játék (2011) - Tünet (2013) - Hunyadi (2025) |

## Lemezek és hangoskönyvek
- Rimbaud (Hungaroton, 1985)[7]
- Pajzán Epigrammák És Más Költemények (Hungaroton, 1989)[7]
- Az vagy nekem…
- Utas és holdvilág[8]

## Díjai, elismerései
- Hegedűs Gyula-emlékgyűrű (1980, 1996)
- Ajtay Andor-emlékdíj (1980, 1990)
- Jászai Mari-díj (1984)
- Ruttkai Éva-emlékdíj (1991)
- Mensáros László-emlékérem (1994)
- Hekuba-díj (1994)
- A színházi találkozó díja (1994, 2000)
- A Magyar Köztársasági Érdemrend kiskeresztje (1996)
- Színikritikusok díja (2000/2001)
- A fővárosi önkormányzat díja (2001)
- Érdemes művész (2003)
- Arlecchino-díj: legjobb férfi alakítás (2004, 2018)
- Súgó Csiga díj (2005)
- Bilicsi-díj (2005)
- Kossuth-díj (2007)
- Örökös tag a Halhatatlanok Társulatában (2010)
- Gábor Miklós-díj (2013)
- Arany Medál díj – Az év színésze (2015)
- Pünkösti Andor-díj (2015)
- Magyar Filmkritikusok Díja – Legjobb férfi alakítás díja (2015)
- Páger Antal-színészdíj (2018)
- Pro Artis Erzsébetváros-díj (2021)[9]
- Prima Primissima díj (2022)[10]
- Magyar Mozgókép Díj – A legjobb férfi mellékszereplő (2024) /Semmelweis/
- A Magyar Filmakadémia életműdíja (2025)